# Lykketoft finale
Lykketoft finale er en film instrueret af Christoffer Guldbrandsen.

## Handling
I februar 2005 følger instruktøren statsministerens direkte modstander, Socialdemokraternes formand Mogens Lykketoft, i valgkampen op til Folketingsvalget. Lykketoft - finale viser partilederens mislykkede forsøg på at få sine budskaber i medierne og hans sammenstød med presse og partifæller i en umulig kamp for at overtage Statsministeriet. Indgår på dvd i antologien »Lykketoft finale« / »Fogh bag facaden«.